# X-Men ’97
X-Men ’97 ist eine US-amerikanische Zeichentrickserie, die auf den Comic-Abenteuern der X-Men des Marvel-Verlags basieren. Bei ihr handelt es sich um ein Revival der ersten X-Men-Zeichentrickserie, die zwischen 1992 und 1997 produziert wurde.

## Handlung
Nach dem Tod von Professor Charles Xavier finden sich die X-Men in einer Welt des Wandels wieder. Die Menschheit zeigt sich offener gegenüber den Mutanten als je zuvor, Scott Summers (Cyclops) und Jean Grey erwarten ihr erstes Kind und die Mutanten-Nation Genosha soll von der UN als eigener Staat anerkannt werden. Doch der Friede währt nur von kurzer Dauer als die „Freunde der Menschen“-Organisation und weitere Schurken aus der Vergangenheit der X-Men zurückkehren.

## Produktion
Larry Houston, einer der Produzenten und Regisseure der ersten X-Men Serie, erwähnte in einem Interview im Juni 2019 das zu ersten Gesprächen mit Disney gekommen ist um die Serie eventuell wiederzubeleben. Hierbei wollten sie die Handlung dort fortsetzen, wo die letzte Folge der Originalserie endete. Während Marvel Studios an ihrem ersten Animationsprojekt What If…? arbeiteten, gab es bereits erste Überlegungen, was ihr nächstes Projekt werden würde. Brad Winderbaum, welcher für den Animationsbereich bei Marvel Studios verantwortlich ist, schlug von Anfang an vor die X-Men-Serie aus den 1990ern wiederzubeleben und die Handlung der Serie fortzusetzen. Er war selbst großer Fan der Serie und erwähnte auch mehrmals, dass andere Filmemacher, welche mit Marvel Studios in Kontakt sind, die Serie in höchsten Tönen lobten. Im November 2020 wurde Beau DeMayo beauftragt seinen Pitch zur Serie zu präsentieren, nachdem er bereits als Autor an der Serie Moon Knight gearbeitet hatte.
Die Serie wurde offiziell im November 2021, zusammen mit Marvel Zombies und Spider-Man: Freshman Year angekündigt und DeMayo wurde als Leiter des Autorenteams eingesetzt. Außerdem wurde angekündigt das viele Synchronsprecher aus der Originalserie zurückkehren würden, jedoch nicht alle in ihren bekannten Rollen. Im April 2022 hatte das Autorenteam die Prämisse aller 10 Folgen der ersten Staffel fertiggestellt, außerdem wurde eine Serien-Bibel angefertigt an der sich die Autoren für Handlungspunkte und Querverweise in Zukunft orientieren können. Die Arbeit an den Animationen für die Serie begannen im April 2023 bei dem koranischen Animationsstudios Studio Mir und Tiger Animation. Beide Studios orientieren sich am traditionellen Animationsstil der Originalserie, ergänzen diesen aber mit neuen CGI Animationen mit Cel Shading, damit diese ebenfalls wie 2D-Animationen wirken.
Eine der wenigen Vorgaben, welche die Verantwortlichen für die Serie von Kevin Feige erhalten haben, war es, dass der Titelsong der Originalserie, welcher von Ron Wasserman, Shuki Levy und Haim Saban produziert wurde, ebenfalls für die neue Serie verwendet werden würde. Nach einem Rechtsstreit, in dessen Zuge Marvel Studios die Verwendungsrechte an dem Titelthema erhielt, verpflichtete man sich auch in Zukunft bei jeder Verwendung des Liedes die Musikproduzenten Shuki Levy und Haim Saban im Abspann der entsprechenden Produktionen namentlich zu erwähnen. Die X-Men ’97 Version des Themas wurde bereits vor der Premiere der Serie in den beiden Marvel Produktionen Doctor Strange in the Multiverse of Madness und Ms. Marvel verwendet. Im Juli 2022 wurden außerdem The Newton Brothers als Komponisten der Musik der Serie angekündigt.
Die ersten fertigen Szenen aus der Serie wurden im Juli 2023 auf der San Diego Comic-Con International den Teilnehmern der Messe präsentiert und am 15. Februar 2024 wurde ein erster Trailer zur Serie veröffentlicht.

## Episodenliste

### Staffel 1
| Nr. | Deutscher Titel                        | Originaltitel                    | Erstveröffentlichung USA | Deutschsprachige Erstveröffentlichung (D/A/CH) | Regie               | Drehbuch                       |
| --- | -------------------------------------- | -------------------------------- | ------------------------ | ---------------------------------------------- | ------------------- | ------------------------------ |
| 1   | Zu mir, meine X-Men                    | To Me, My X-Men                  | 20. März 2024            | 20. März 2024                                  | Jake Castorena      | Beau DeMayo                    |
| 2   | Hoffnung für Mutanten                  | Mutant Liberation Begins         | 20. März 2024            | 20. März 2024                                  | Chase Conley        | Beau DeMayo                    |
| 3   | Eine rätselhafte Begegnung             | Fire Made Flesh                  | 27. März 2024            | 27. März 2024                                  | Emi Yonemura        | Beau DeMayo & Charley Feldman  |
| 4   | Motendo / Leben und Tod – Teil 1       | Motendo / Lifedeath – Part 1     | 3. Apr. 2024             | 3. Apr. 2024                                   | Chase Conley        | Beau DeMayo & Charley Feldman  |
| 5   | Erinnere dich                          | Remember It                      | 10. Apr. 2024            | 10. Apr. 2024                                  | Emi Yonemura        | Beau DeMayo                    |
| 6   | Leben und Tod – Teil 2                 | Lifedeath – Part 2               | 17. Apr. 2024            | 17. Apr. 2024                                  | Chase Conley        | Charley Feldman                |
| 7   | Hinters Licht geführt                  | Bright Eyes                      | 24. Apr. 2024            | 24. Apr. 2024                                  | Emi Yonemura        | Charley Feldman & JB Ballard   |
| 8   | Toleranz bedeutet Auslöschung – Teil 1 | Tolerance Is Extinction – Part 1 | 1. Mai 2024              | 1. Mai 2024                                    | Chase Conley        | Beau DeMayo & Anthony Sellitti |
| 9   | Toleranz bedeutet Auslöschung – Teil 2 | Tolerance Is Extinction – Part 2 | 8. Mai 2024              | 8. Mai 2024                                    | Emi-Emmett Yonemura | Anthony Sellitti               |
| 10  | Toleranz bedeutet Auslöschung – Teil 3 | Tolerance Is Extinction – Part 3 | 15. Mai 2024             | 15. Mai 2024                                   | Chase Conley        | Beau DeMayo & Anthony Sellitti |

## Synchronisation
Die deutschsprachige Synchronfassung entsteht bei Interopa Film in Berlin unter der Regie von Robin Kahnmeyer, nach den Dialogbüchern von Katharina Trachte. Anders als im Originalton wurde für die deutsche Fassung kein Synchronsprecher aus der Originalserie, die in München aufgenommen wurde, erneut verpflichtet und alle Rollen wurden umbesetzt. Kahnmeyer synchronisierte jedoch die Rolle Cyclops bereits im Live-Action Film X-Men: Zukunft ist Vergangenheit (2014). Mehrere Sprecher aus dem Marvel-Universum übernahmen hingegen ihre entsprechenden Rollen, etwa Sascha Rotermund, Dennis Schmidt-Foß und Reinhard Scheunemann.
| Rolle                                  | Originalsprecher       | Deutscher Sprecher          |
| X-Men                                  | X-Men                  | X-Men                       |
| -------------------------------------- | ---------------------- | --------------------------- |
| Professor X / Professor Charles Xavier | Ross Marquand          | Peter Flechtner             |
| Cyclops / Scott Summers                | Ray Chase              | Robin Kahnmeyer             |
| Jean Grey                              | Jennifer Hale          | Marieke Oeffinger           |
| Wolverine / Logan                      | Cathal J. Dodd         | Thomas Schmuckert           |
| Storm / Ororo Munroe                   | Alison Sealy-Smith     | Melanie Hinze               |
| Gambit / Remy LeBeau                   | A.J. LoCascio          | Julien Haggège              |
| Rogue                                  | Lenore Zann            | Ronja Peters                |
| Beast / Dr. Henry „Hank“ McCoy         | George Buza            | Sven Brieger                |
| Morph / Sydney Jones                   | J. P. Karliak          | Nic Romm                    |
| Jubilee / Jubilation Lee               | Holly Chou             | Melinda Rachfahl            |
| Nightcrawler / Kurt Wagner             | Adrian Hough           | Dirk Petrick                |
| Weitere Mutanten                       |                        |                             |
| Goblin Queen / Madelyne Pryor          | Jennifer Hale          | Marieke Oeffinger           |
| Sunspot / Roberto da Costa             | Gui Agustini           | Jonas Frenz                 |
| Bishop                                 | Isaac Robinson-Smith   | Bernd Egger                 |
| Magneto / Erik Magnus Lehnsherr        | Matthew Waterson       | Dirk Bublies                |
| Callisto                               | Courtenay Taylor       | Vera Bunk                   |
| Leech                                  | David Errigo Jr.       | Fabian Hollwitz             |
| Magik / Darkchylde / Illyana Rasputin  | Courtenay Taylor       | Ute Noack                   |
| Forge                                  | Gil Birmingham         | Hanns-Jörg Krumpholz        |
| Abscissa / Jubilation Lee              | Alyson Court           | Melinda Rachfahl            |
| Sebastian Shaw                         | Todd Haberkorn         | Matthias Deutelmoser        |
| Emma Frost                             | Martha Marion          | Susanne Szell               |
| Cable / Nathan Dayspring-Summers       | Chris Potter           | Stefan Bräuler              |
| Banshee / Sean Cassidy                 | David Errigo Jr.       | Michael Kühl                |
| Strong Guy / Guido Carosella           | Adrian Hough           | Tino Kießling               |
| Schurken                               |                        |                             |
| X-Cutioner / Carl Denti                | Lawrence Bayne         | Nils Nelleßen               |
| Henry Peter Gyrich                     | Todd Haberkorn         | Marco Wittorf               |
| Bolivar Trask                          | Gavin Hammon           | Jörg Pintsch                |
| Mastermold                             | Eric Bauza             | Andreas Conrad              |
| Sentinels                              | Eric Bauza             | Andreas Conrad              |
| Mr. Sinister / Nathaniel Essex         | Chris Britton          | Axel Strothmann             |
| Mojo                                   | David Errigo Jr.       | Gerald Schaale              |
| Spiral                                 | Abby Trott             | Karolina Nägele             |
| Adversary                              | Alison Sealy-Smith     | Melanie Hinze               |
| Deathbird / Cal’syee Neramani          | Cari Kabinoff          | Svantje Wascher             |
| Bastion / Sebastion Gilberti           | Theo James             | Wolfgang Wagner             |
| Weitere Charaktere                     |                        |                             |
| Dr. Valerie „Val“ Cooper               | Catherine Disher       | Nina Herting                |
| Trish Tilby                            | Donna Jay Fulks        | Jasmin Arnoldt              |
| Nina Da Costa                          | Christine Uhebe        | Magdalena Höfner (Folge 3)  |
| Nina Da Costa                          | Christine Uhebe        | Silvia Mißbach (ab Folge 7) |
| Dr. Moira MacTaggert                   | Martha Marion          | Andrea Cleven               |
| Lilandra Neramani                      | Morla Gorrondonna      | Petra Barthel               |
| Gladiator / Kallark                    | David Errigo Jr.       | Otto Strecker               |
| Araki                                  | Gavin Hammon           | Bernhard Völger             |
| Präsident Robert Kelly                 | Ron Rubin              | Ulrich Blöcher              |
| Mutter Askani                          | Gates McFadden         | Harriet Kracht              |
| Figuren aus dem Marvel-Universum       |                        |                             |
| Ronan, der Ankläger                    | Todd Haberkorn         | Sascha Rotermund            |
| General Thaddeus „Thunderbolt“ Ross    | Michael Patrick McGill | Frank Kirschgens            |
| Captain America / Steve Rogers         | Josh Keaton            | Dennis Schmidt-Foß          |
| Doctor Doom / Victor van Doom          | Ross Marquand          | Rüdiger Kluck               |
| Baron Zemo                             | Rama Vallury           | Nils Schulz                 |
| König T’Chaka                          | Isaac Robinson-Smith   | Reinhard Scheunemann        |